# Prefectura autónoma tibetana de Gannan
Gannan (en chino, 甘南; pinyin, Gānnán, léase Kan-Nán) es una prefectura autónoma de China localizada en la provincia de Gansu, a una distancia aproximada de 270 kilómetros de la capital provincial. Limita al norte con Linxia, al sur con la provincia de Sichuan, al oeste con la provincia de Qinghai y al este con Dingxi. Su área es de 45 000 km² y su población de 682 900 habitantes, siendo el 51% de etnia tibetana y el 42% de etnia han.

## Toponimia
Gannan indica donde está ubicada la prefectura con respecto a la provincia Gansu donde yace. Su nombre se forma de Gan (abreviación de la Provincia Gansu) y Nan (南 sur), "Sur de Gan (Gansu)".
Como las otras regiones autónomas, se caracteriza por estar asociada a un grupo étnico minoritario, en este caso, los tibetanos. La región recibió la condición de "autónomo" cuando se estableció la " Prefectura autónoma tibetana de Gannan" en julio de 1954.

## Administración
La prefectura autónoma tibetana de Gannan se divide en 1 ciudad y 7 condados (población de noviembre de 2010).
- Ciudad de Hezuo 合作市 90,290
- Jonê 尼县 100,522
- Têwo 迭部县 52,166
- Líntán Xiàn 临潭县 137,001
- Luqu 碌曲县 35,630
- Maqu 玛曲县 54,745
- Xiahe 夏河县 86,670
- Zhōuqŭ Xiàn 舟曲县 132,108

## Clima
| Parámetros climáticos promedio de Gannan (1971−2000) | Parámetros climáticos promedio de Gannan (1971−2000) | Parámetros climáticos promedio de Gannan (1971−2000) | Parámetros climáticos promedio de Gannan (1971−2000) | Parámetros climáticos promedio de Gannan (1971−2000) | Parámetros climáticos promedio de Gannan (1971−2000) | Parámetros climáticos promedio de Gannan (1971−2000) | Parámetros climáticos promedio de Gannan (1971−2000) | Parámetros climáticos promedio de Gannan (1971−2000) | Parámetros climáticos promedio de Gannan (1971−2000) | Parámetros climáticos promedio de Gannan (1971−2000) | Parámetros climáticos promedio de Gannan (1971−2000) | Parámetros climáticos promedio de Gannan (1971−2000) | Parámetros climáticos promedio de Gannan (1971−2000) |
| Mes                                                  | Ene.                                                 | Feb.                                                 | Mar.                                                 | Abr.                                                 | May.                                                 | Jun.                                                 | Jul.                                                 | Ago.                                                 | Sep.                                                 | Oct.                                                 | Nov.                                                 | Dic.                                                 | Anual                                                |
| ---------------------------------------------------- | ---------------------------------------------------- | ---------------------------------------------------- | ---------------------------------------------------- | ---------------------------------------------------- | ---------------------------------------------------- | ---------------------------------------------------- | ---------------------------------------------------- | ---------------------------------------------------- | ---------------------------------------------------- | ---------------------------------------------------- | ---------------------------------------------------- | ---------------------------------------------------- | ---------------------------------------------------- |
| Temp. máx. media (°C)                                | 1.1                                                  | 3.2                                                  | 7.1                                                  | 11.8                                                 | 15.1                                                 | 17.5                                                 | 19.8                                                 | 19.6                                                 | 15.4                                                 | 10.9                                                 | 6.5                                                  | 2.9                                                  | 10.9                                                 |
| Temp. mín. media (°C)                                | −17.7                                                | −13.9                                                | −7.5                                                 | −2.7                                                 | 1.5                                                  | 5.0                                                  | 7.2                                                  | 6.6                                                  | 3.6                                                  | −1.7                                                 | −9.2                                                 | −15.7                                                | -3.7                                                 |
| Precipitación total (mm)                             | 3.3                                                  | 6.0                                                  | 18.2                                                 | 30.9                                                 | 67.1                                                 | 79.0                                                 | 110.3                                                | 104.7                                                | 66.4                                                 | 37.6                                                 | 6.3                                                  | 1.7                                                  | 531.5                                                |
| Días de precipitaciones (≥ 1 mm)                     | 4.8                                                  | 5.8                                                  | 11.1                                                 | 11.9                                                 | 15.9                                                 | 18.7                                                 | 19.1                                                 | 17.8                                                 | 16.8                                                 | 11.3                                                 | 4.2                                                  | 2.9                                                  | 140.3                                                |
| Horas de sol                                         | 205.1                                                | 189.0                                                | 196.0                                                | 206.8                                                | 204.1                                                | 189.3                                                | 204.9                                                | 206.4                                                | 162.3                                                | 180.7                                                | 209.9                                                | 215.5                                                | 2370.0                                               |
| Humedad relativa (%)                                 | 49                                                   | 51                                                   | 59                                                   | 62                                                   | 66                                                   | 71                                                   | 75                                                   | 76                                                   | 77                                                   | 73                                                   | 62                                                   | 51                                                   | 64.3                                                 |
| Fuente: 中国气象局                                   |                                                      |                                                      |                                                      |                                                      |                                                      |                                                      |                                                      |                                                      |                                                      |                                                      |                                                      |                                                      |                                                      |

## Aeropuerto
El aeropuerto Gannan Xiahe (甘南夏河机场) está localizado a 72 km del condado Xiahe. Su construcción empezó en septiembre de 2010 con un valor total de 722 millones de yuanes.